# Morfogeneza (biologia)
Morfogeneza (gr. morphē ‘kształt’, ‘postać’; génesis ‘pochodzenie’), kształtotworzenie – procesy rozwojowe, w wyniku których jest determinowany kształt zarodka w kolejnych stadiach rozwojowych i ostatecznie kształt dorosłego organizmu.